# Dioryctria pentictonella
Dioryctria pentictonella is een vlinder uit de familie van de snuitmotten (Pyralidae). De wetenschappelijke naam van de soort is voor het eerst geldig gepubliceerd in 1969 door Mutuura, Munroe & Ross.